# A-1604
La A-1604 es una carretera que discurre por el valle del río Guarga y conecta las localidades de Boltaña con Lanave, las carreteras N-330 y N-260, y la autovía A-23.

## Recorrido
Conecta las localidades de Boltaña, Campodarbe, Laguarta, Molino de Villobas, Arraso, Ordovés y Lanave.
- Datos: Q91665032